# Eleccions federals alemanyes de 2013
Les eleccions federals alemanyes de 2013 foren celebrades el 22 de setembre per elegir la 18a legislatura de la Dieta Federal.
La unió conservadora entre la Unió Demòcrata Cristiana d'Alemanya i la Unió Social Cristiana de Baviera (CSU/CSU) obtingué el seu millor resultat des de la Reunificació en 1990. La cancellera Angela Merkel fou elegida per a un tercer mandat consecutiu amb el 41,5% dels vots i 311 escons de 630 possibles (a 4 de la majoria absoluta). Malgrat tot, els seus companys en l'anterior coalició de govern, el Partit Democràtic Lliure (FDP), no aconseguí arribar al mínim dels 5% dels vots requerits per entrar al parlament, quedant-se sense representació per primera vegada des de la Segona Guerra Mundial.
Pel que fa als partits de l'oposició, el Partit Socialdemòcrata d'Alemanya (SPD) obtingué el seu segon pitjor resultat de la història, continuant amb la seua desfeta electoral del 2009 malgrat augmentar un 2,7% dels sufragis. L'Esquerra i els Verds perderen un 3,3% i un 2,3% dels vots respectivament, no obstant això pogueren augmentar la seua representació a causa de l'eixida del FDP del Bundestag. El nou partit euroescèptic Alternativa per Alemanya (AfD) obtingué un excel·lent 4,7% dels vots en la seua primera contesa electoral però no suficient per entrar en el repartiment d'escons.
El resultat de les eleccions obliga a Merkel i la CDU/CSU a pactar per arribar a la majoria absoluta i assolir un govern estable. Les dues opcions considerades semblen, en primer lloc, la reedició d'una nova "gran coalició" amb l'SPD com ja es va produir en el primer govern de la cancellera entre 2005 i 2009, o bé una entesa amb els Verds, menys probables no obstant. A més un teòric acord entre les forces esquerranes, SPD, Verds i l'Esquerra, també assoldria la majoria absoluta requerida. Tanmateix discrepàncies amb l'última força política des de les direccions de l'SPD i els Verds fan poc probablé també esta opció.

## Candidats
Alguns dels partits principals ja van anunciar els seus candidats principals per a les eleccions. Per la Unió Demòcrata Cristiana (CDU) va ser Angela Merkel, l'actual cancellera i presidenta del partit. El candidat del Partit Socialdemòcrata (SPD) fou Peer Steinbrück, ex Ministre-President del land de Rin del Nord-Westfàlia i exministre federal de Finances en el primer govern de Merkel. Els Verds van anunciar que els seus candidats principals serien Katrin Göring-Eckardt i l'exministre Jürgen Trittin, vicepresidenta del Bundestag i portaveu del grup parlamentari verd, respectivament. Els liberals del FDP en perspectiva d'una forta davallada escollí al veterà Rainer Brüderle exministre de Transport del land de Renània-Palatinat i exministre federal d'Economia i Tecnologia en el segon govern de Merkel, el partit de L'Esquerra escollí als líders Katja Kipping i Bernd Riexinger, i la Unió Social Cristiana de Baviera (CSU, partit regional agermanat amb la CDU) designà a Merkel. A més a més, el partit Alternativa per Alemanya (AfD) presentà el seu líder Bernd Lucke i el Partit Pirata presentà al seu líder Bernd Schlömer, tots dos amb una possible perspectiva de superar el 5% de vots necessaris per entrar al Bundestag.

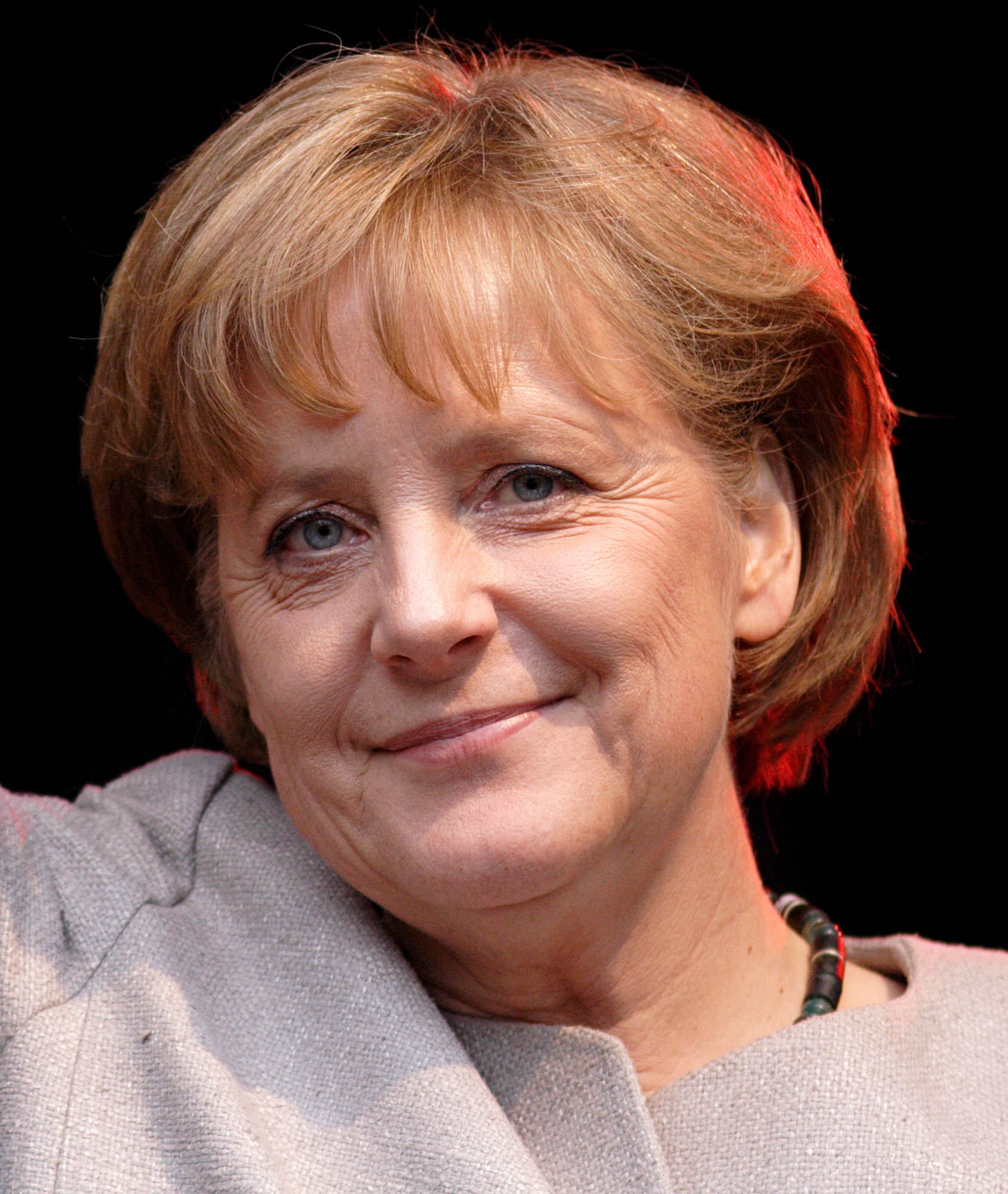
Angela Merkel
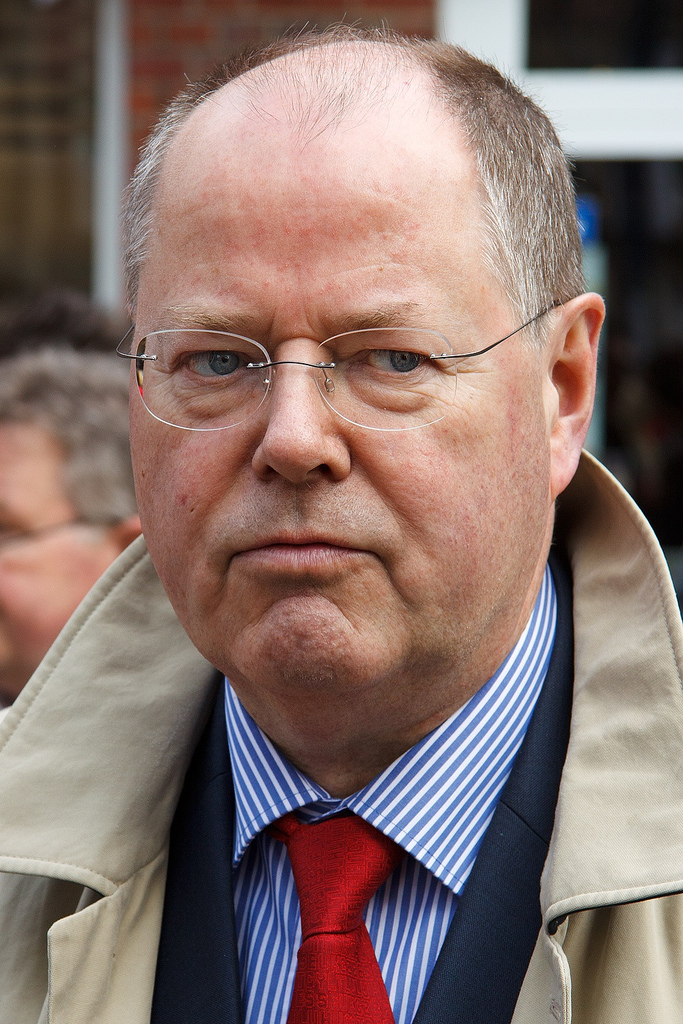
Peer Steinbrück
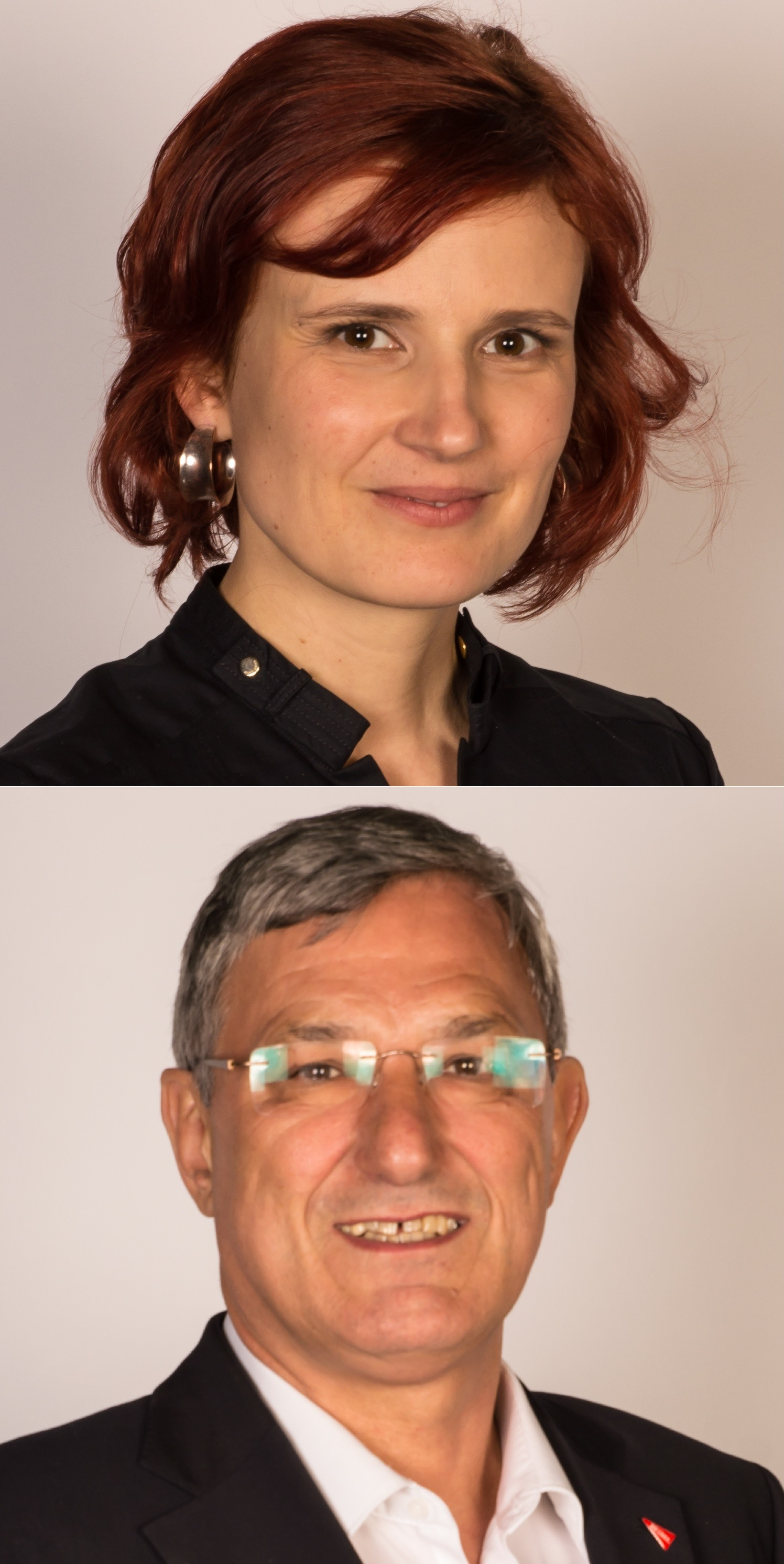
Katja Kipping i Bernd Riexinger

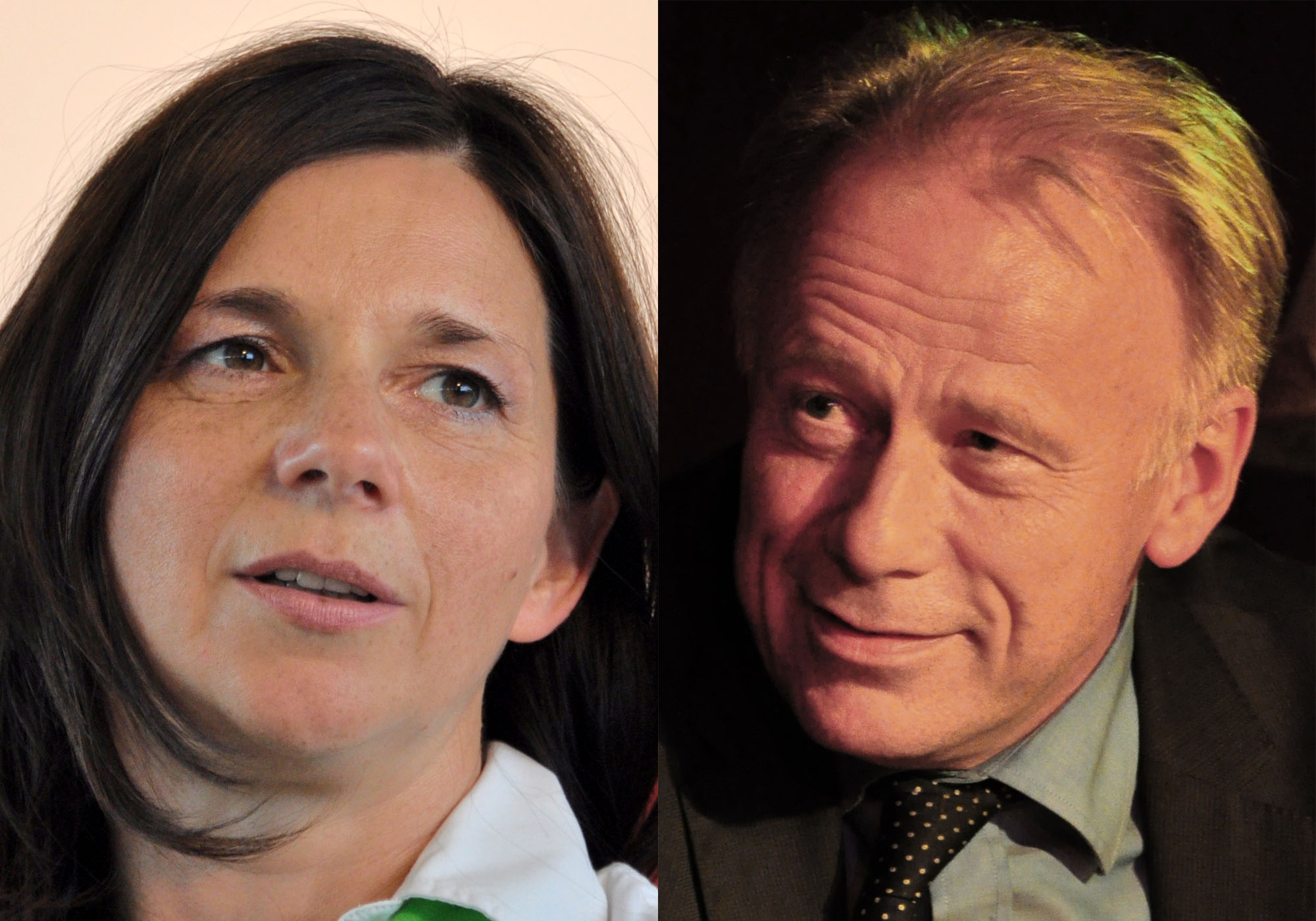
Katrin Göring-Eckardt i Jürgen Trittin
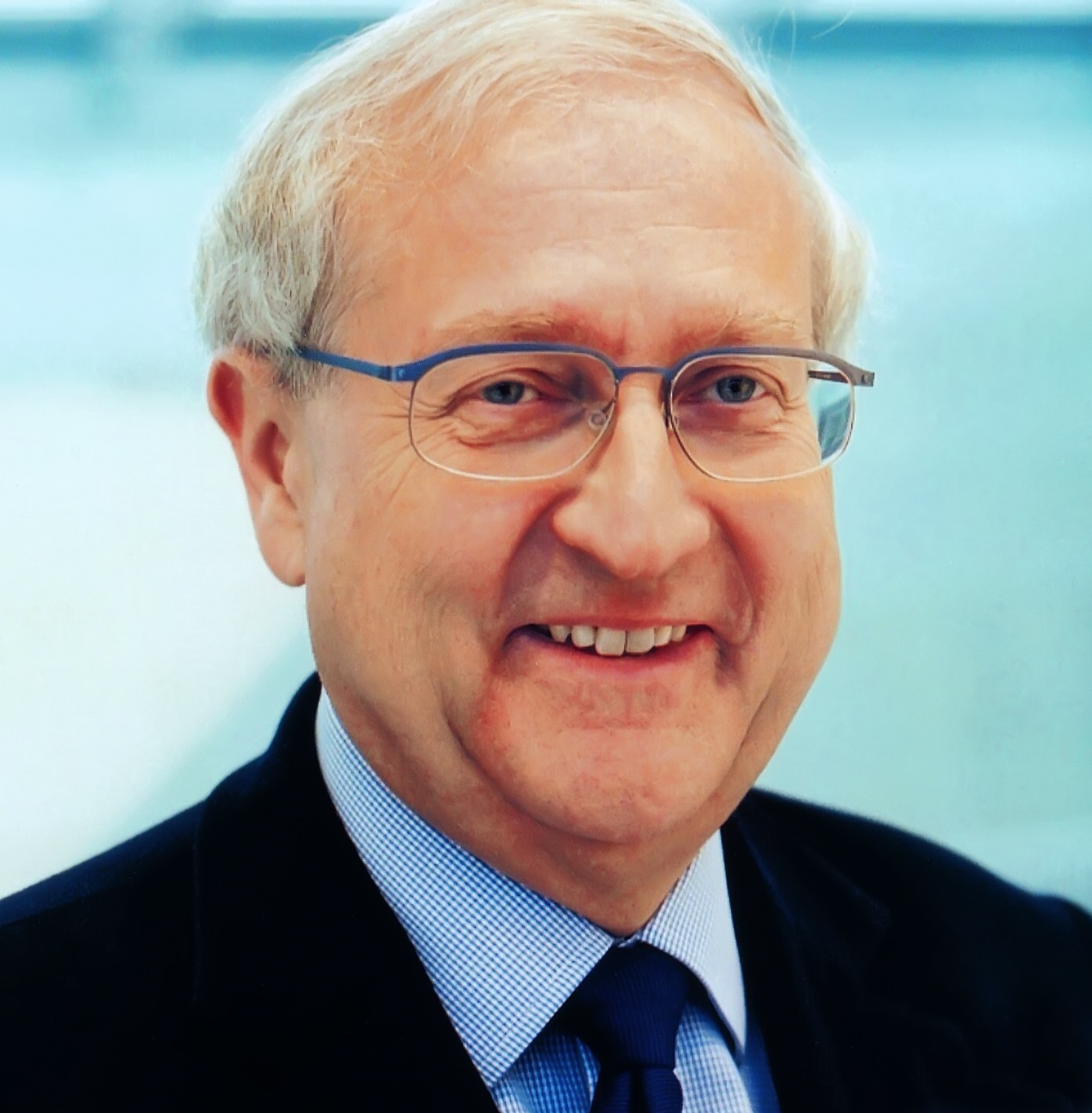
Rainer Brüderle
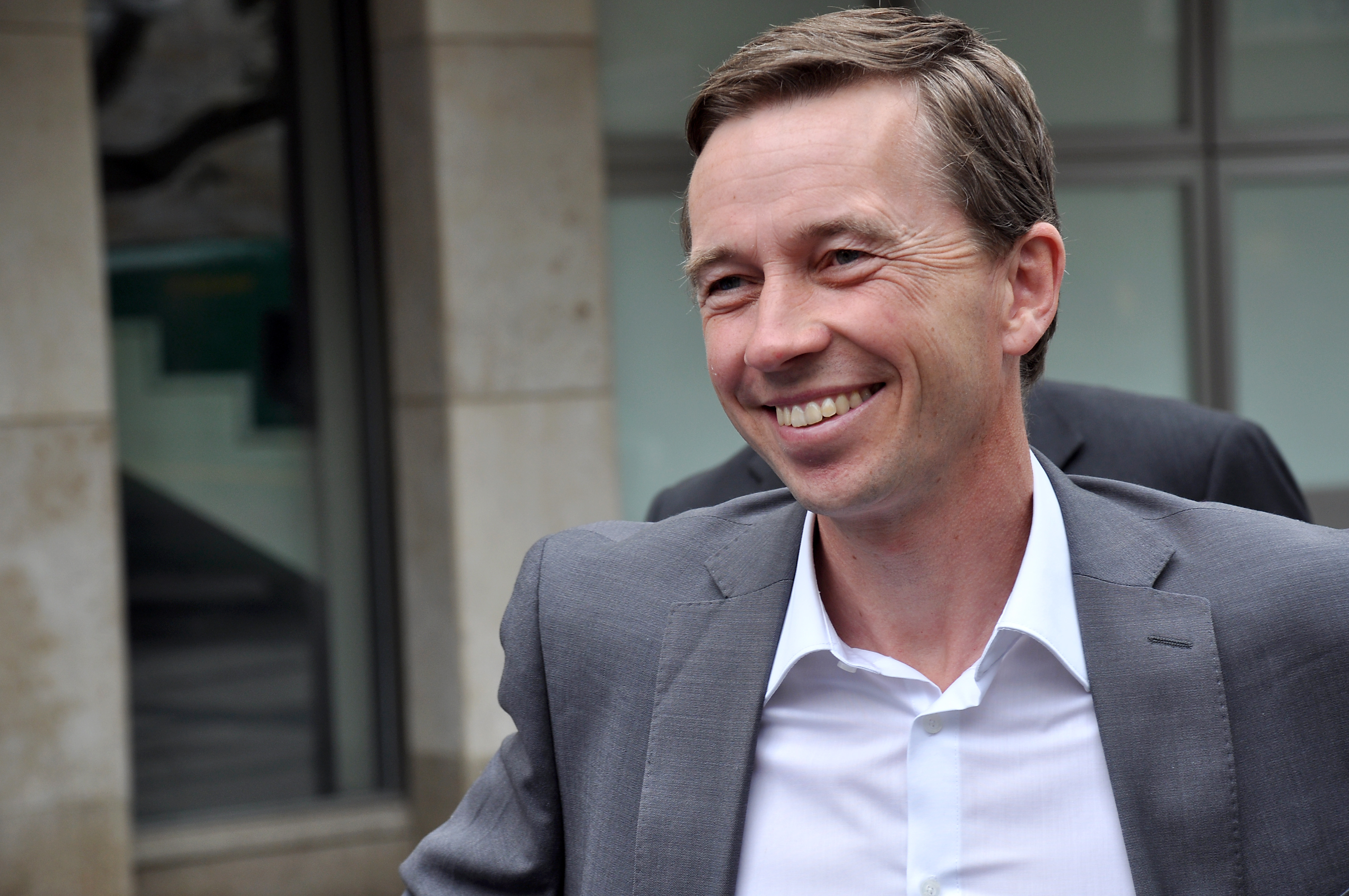
Bernd Lucke
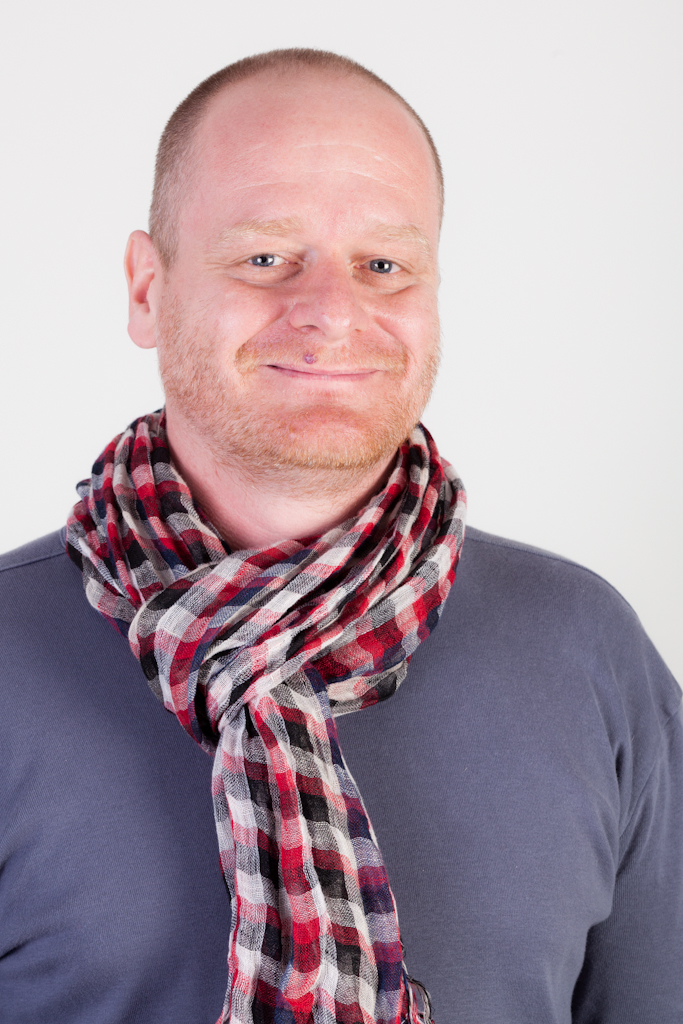
Bernd Schlömer

## Resultats detallats

### Federals
Resum de les eleccions al Bundestag del 22 de setembre de 2013
|                             | Unió Demòcrata Cristiana (CDU)                         | 16,233,642 | 37.2  | +5.2 | 191 | +18 | 14,921,877 | 34.1  | +6.9 | 64  | +43 | 255 | +61 | 40.5 |
|                             | Partit Socialdemòcrata d'Alemanya (SPD)                | 12,843,458 | 29.4  | +1.5 | 58  | −6  | 11,252,215 | 25.7  | +2.7 | 135 | +53 | 193 | +47 | 30.5 |
|                             | L'Esquerra (DIE LINKE)                                 | 3,585,178  | 8.2   | −2.9 | 4   | −12 | 3,755,699  | 8.6   | −3.3 | 60  | ±0  | 64  | −12 | 10.2 |
|                             | Aliança 90/Els Verds (GRÜNE)                           | 3,180,299  | 7.3   | −1.9 | 1   | ±0  | 3,694,057  | 8.4   | −2.3 | 62  | −5  | 63  | −5  | 10.0 |
|                             | Unió Social Cristiana de Baviera (CSU)                 | 3,544,079  | 8.1   | +0.7 | 45  | ±0  | 3,243,569  | 7.4   | +0.9 | 11  | +11 | 56  | +11 | 8.9  |
|                             |                                                        |            |       |      |     |     |            |       |      |     |     |     |     |      |
|                             | Partit Democràtic Lliure (FDP)                         | 1,028,645  | 2.4   | −7.1 | 0   | ±0  | 2,083,533  | 4.8   | −9.8 | 0   | −93 | 0   | −93 | 0    |
|                             | Alternativa per Alemanya (AfD)                         | 810,915    | 1.9   | +1.9 | 0   | ±0  | 2,056,985  | 4.7   | +4.7 | 0   | ±0  | 0   | ±0  | 0    |
|                             | Partit Pirata (PIRATEN)                                | 963,623    | 2.2   | +2.1 | 0   | ±0  | 959,177    | 2.2   | +0.2 | 0   | ±0  | 0   | ±0  | 0    |
|                             | Partit Nacional Demòcrata (NPD)                        | 635,135    | 1.5   | −0.3 | 0   | ±0  | 560,828    | 1.3   | −0.2 | 0   | ±0  | 0   | ±0  | 0    |
|                             | Votants Lliures (FW)                                   | 431,640    | 1.0   | +1.0 | 0   | ±0  | 423,977    | 1.0   | +1.0 | 0   | ±0  | 0   | ±0  | 0    |
|                             | Partit de la Protecció dels Animals (Tierschutzpartei) | 4,437      | 0.0   | +0.0 | 0   | ±0  | 140,366    | 0.3   | −0.2 | 0   | ±0  | 0   | ±0  | 0    |
|                             | Partit Ecologista Democràtic (ödp)                     | 128,209    | 0.3   | ±0.0 | 0   | ±0  | 127,088    | 0.3   | ±0.0 | 0   | ±0  | 0   | ±0  | 0    |
|                             | Els Republicans (REP)                                  | 27,299     | 0.1   | ±0.0 | 0   | ±0  | 91,193     | 0.2   | −0.2 | 0   | ±0  | 0   | ±0  | 0    |
|                             | Die PARTEI                                             | 39,388     | 0.1   | +0.1 | 0   | ±0  | 78,674     | 0.2   | +0.2 | 0   | ±0  | 0   | ±0  | 0    |
|                             | Moviment Ciutadà Pro Alemanya                          | 4,815      | 0.0   | +0.1 | 0   | ±0  | 73,854     | 0.2   | +0.2 | 0   | ±0  | 0   | ±0  | 0    |
|                             | Partit de Baviera (BP)                                 | 28,430     | 0.1   | ±0.0 | 0   | ±0  | 57,395     | 0.1   | ±0   | 0   | ±0  | 0   | ±0  | 0    |
|                             | Aliança per Alemanya (Volksabstimmung)                 | 1,748      | 0.0   | ±0   | 0   | ±0  | 28,654     | 0.1   | ±0   | 0   | ±0  | 0   | ±0  | 0    |
|                             | Partit Marxista-Leninista d'Alemanya (MLPD)            | 12,904     | 0.0   | ±0.0 | 0   | ±0  | 24,219     | 0.1   | ±0.0 | 0   | ±0  | 0   | ±0  | 0    |
|                             | Partit dels Pensionistes (RENTNER)                     | 920        | 0.0   | ±0   | 0   | ±0  | 25,134     | 0.1   | −0.1 | 0   | ±0  | 0   | ±0  | 0    |
|                             | Partit de la Raó (PDV)                                 | 3,861      | 0.0   | ±0.0 | 0   | ±0  | 24,719     | 0.1   | +0.1 | 0   | ±0  | 0   | ±0  | 0    |
|                             | Cristians seguidors de la Bíblia (PBC)                 | 2,081      | 0.0   | ±0   | 0   | ±0  | 18,0       | −0.1  | 0    | ±0  | 0   | ±0  | 0   | 0    |
|                             | Altres i independents                                  | 114,336    | 0.2   | ±0   | 0   | ±0  | 85,101     | 0.0   | ±0   | 0   | ±0  | 0   | ±0  | 0    |
| Total (Participació: 71,5%) | Total (Participació: 71,5%)                            | 43,625,042 | 100.0 |      | 299 |     | 43,726,856 | 100.0 |      | 332 |     |     |     |      |

### AlsLänder
Segon vot ("Zweitstimme", o vots a llistes de partits)
| Länder resultats en %            | CDU/CSU | SPD  | LINKE | GRÜNE | FDP | AfD | Altres |
| -------------------------------- | ------- | ---- | ----- | ----- | --- | --- | ------ |
| Baden-Württemberg                | 45.7    | 20.6 | 4.8   | 11.0  | 6.2 | 5.2 | 6.5    |
| Baviera                          | 49.3    | 20.0 | 3.8   | 8.4   | 5.1 | 4.2 | 9.2    |
| Berlín                           | 28.5    | 24.6 | 18.5  | 12.3  | 3.6 | 4.9 | 7.6    |
| Brandenburg                      | 34.8    | 23.1 | 22.4  | 4.7   | 2.5 | 6.0 | 6.5    |
| Bremen                           | 29.3    | 35.7 | 10.1  | 12.1  | 3.4 | 3.7 | 5.7    |
| Hamburg                          | 32.2    | 32.4 | 8.8   | 12.6  | 4.8 | 4.1 | 5.1    |
| Hessen                           | 39.2    | 28.8 | 6.0   | 9.9   | 5.6 | 5.6 | 4.9    |
| Mecklemburg-Pomerània Occidental | 42.5    | 17.8 | 21.5  | 4.3   | 2.2 | 5.6 | 6.1    |
| Baixa Saxònia                    | 41.1    | 33.1 | 5.0   | 8.8   | 4.2 | 3.7 | 4.1    |
| Rin del Nord-Westfàlia           | 39.8    | 31.9 | 6.1   | 8.0   | 5.2 | 3.9 | 5.1    |
| Renània-Palatinat                | 43.3    | 27.5 | 5.4   | 7.6   | 5.5 | 4.8 | 5.9    |
| Saarland                         | 37.8    | 31.0 | 10.0  | 5.7   | 3.8 | 5.2 | 6.5    |
| Saxònia                          | 42.6    | 14.6 | 20.0  | 4.9   | 3.1 | 6.8 | 8.0    |
| Saxònia-Anhalt                   | 41.2    | 18.2 | 23.9  | 4.0   | 2.6 | 4.2 | 5.9    |
| Schleswig-Holstein               | 39.2    | 31.6 | 5.2   | 9.4   | 5.6 | 4.6 | 4.4    |
| Turíngia                         | 38.8    | 16.1 | 23.4  | 4.9   | 2.6 | 6.2 | 8.0    |

## Conseqüències
Després de quasi tres mesos de negociació, Angela Merkel es decidí a repetir la gran coalició del seu primer govern amb el Partit Socialdemòcrata d'Alemanya (SPD). El manteniment del bon ritme de l'economia apuntalà Alemanya com a peça bàsica de la Unió Europea, que des del 2015 es veié sacsejada per la crisi dels refugiats, davant la qual Merkel fou la principal valedora d’un sistema de quotes d’acollida que fou o bé ignorat o bé frontalment rebutjat per la majoria d’estats membres de l’organització.
Philipp Rösler dimití com a líder del Partit Democràtic Lliure, sent succeït per Christian Lindner.